# 2MASS 1114-2618
2MASS 1114-2618 (= 2MASS J11145133-2618235) is een bruine dwerg met een magnitude van +15,858 (J) in het sterrenbeeld Waterslang met een spectraalklasse van T7.5. De ster bevindt zich 18,45 lichtjaar van de zon.